# Centrale nucléaire de Bohunice
La centrale nucléaire de Bohunice (ou Atómové elektrárne Bohunice (EBO) en slovaque), est une centrale nucléaire slovaque, située à 2,5 km du village de Jaslovské Bohunice dans le district de Trnava. En 2024, deux de ses réacteurs VVER-440 sont en exploitation et deux sont à l'arrêt définitif ainsi que le réacteur à eau lourde A1.

## Réacteur A1
La décision de construire une centrale nucléaire en Tchécoslovaquie a été prise en 1956. La construction du réacteur A1 démarre en 1958 et dure 16 ans. Cette unité est un réacteur à eau lourde refroidi au gaz de conception soviétique, entièrement construit en Tchécoslovaquie par les usines Škoda. Sa technologie lui permettait d'utiliser l'uranium extrait des mines d'uranium tchèques, sans nécessité de l'enrichir.
Le 22 février 1977, le réacteur A1 fait l'objet d'un accident de niveau INES 4 pendant son rechargement en fonctionnement. Le combustible nucléaire est mis en place avec un sachet déshydratant accompagnant l'emballage. Cet oubli provoque un manque de circulation du liquide de refroidissement et une surchauffe locale conduisant à des dommages graves. En 1978, cette unité est définitivement arrêtée après avoir produit environ 920 GWh depuis son démarrage en 1972. Cette unité est en phase de démantèlement.

## Réacteurs VVER-440
Quatre réacteurs VVER-440 ont été progressivement mis sur le réseau entre 1978 et 1985. Chaque réacteur est refroidi par deux tours aéroréfrigérantes de 120 mètres de hauteur[réf. souhaitée]. Leur production annuelle d'électricité est de 12 TWh[réf. souhaitée]. Ces quatre réacteurs sont répartis en deux unités :
- Bohunice V-1 (réacteurs no 1 et 2), arrêtés en 2004 conformément aux recommandations de l'association WENRA lors de l'intégration de la Slovaquie à l'Union européenne. Ce sont des réacteurs à eau pressurisée (REP) de modèle soviétique VVER-440/230 appartenant à la première génération ;
- Bohunice V-2 (réacteurs no 3 et 4), toujours en fonctionnement. Ce sont des réacteurs à eau pressurisée (REP) de modèle VVER-440/213 appartenant à la deuxième génération.

## Caractéristiques des réacteurs
| Nom du réacteur | Modèle       | Puissance  | Puissance  | Puissance      | Début de construction | Raccordement au réseau | Mise en service commerciale | Statut                                       |
| Nom du réacteur | Modèle       | nette (MW) | brute (MW) | thermique (MW) | Début de construction | Raccordement au réseau | Mise en service commerciale | Statut                                       |
| --------------- | ------------ | ---------- | ---------- | -------------- | --------------------- | ---------------------- | --------------------------- | -------------------------------------------- |
| Bohunice-A1     | KS-150       | 93         | 143        | 560            | 1er août 1958         | 25 décembre 1972       | 25 décembre 1972            | Mise à l'arrêt définitif le 22 février 1977  |
| Bohunice-1      | VVER-440/230 | 408        | 440        | 1 375          | 24 avril 1972         | 17 décembre 1978       | 1er avril 1980              | Mise à l'arrêt définitif le 31 décembre 2006 |
| Bohunice-2      | VVER-440/230 | 408        | 440        | 1 375          | 24 avril 1972         | 26 mars 1980           | 1er janvier 1981            | Mise à l'arrêt définitif le 31 décembre 2008 |
| Bohunice-3      | VVER-440/213 | 466        | 505        | 1 471          | 1er décembre 1976     | 20 août 1984           | 14 février 1985             | Opérationnel                                 |
| Bohunice-4      | VVER-440/213 | 466        | 505        | 1 471          | 1er décembre 1976     | 9 août 1985            | 18 décembre 1985            | Opérationnel                                 |